# ماتیاس، امپراتور مقدس روم
ماتیاس(به آلمانی: Matthias) (زادهٔ ۲۴ فوریهٔ ۱۵۵۷ – مرگ ۲۰ مارس ۱۶۱۹) امپراتور مقدس روم، پادشاه مجارستان (با عنوان ماتیاش دوم (به مجاری: II. Mátyás))، کرواسی و بوهم بود. او عضو دودمان هابسبورگ بود.

## زندگی
ماتیاس در وین زاده‌شد. پدرش ماکسیمیلیان دوم و مادرش ماریای آستوریاس بود. در زمان امپراتوری برادرش رودلف دوم در ۱۵۹۳ فرمانروایی بر اتریش بدو سپرده‌شد. در ۱۶۰۵ او برادر امپراتورش را ناچار ساخت تا با شورشیان پروتستان مجارستان پیمان آشتی ببندد. در همین سال و با بهره از بیماری رودلف او را به سرکردگی دودمان هابسبورگ و امپراتور آینده پذیرفتند. در ۱۶۰۸ او رودلف را ناچار ساخت تا کنترل مجارستان، اتریش و موراوی را به وی بسپارد. به زودی بر بوهم نیز دست یازید.
پس از رسیدن به امپراتوری او کوشید تا میان کلیسای کاتولیک و پروتستان‌ها تفاهمی پدیدآورد.